# 东平湖
东平湖位于山东省西南部东平县境内，是山东第二大淡水湖泊，也是黄河下游一处重要的滞洪水库。是黄河、大汶河、运河三大水系的交汇地。湖面总面积约627平方公里。平均水深1～2公尺，蓄水量约1.3億立方公尺。這裡被认为是「百里梁山水泊」《水浒传》的发生地。是南水北调工程东线工程的重要枢纽。1985年成为山东省首批省级风景名胜区，目前东平湖风景名胜区是国家4A级景区。小清河是东平湖和黄河之间的水道，也是东平湖唯一的天然出水口。小清河西岸是斑鸠店镇，东侧是旧县乡。其水流自南向北流，将东平湖水汇入黄河，但在黄河泛滥时会自北向南将黄河水倒灌入东平湖。

## 历史
东平湖为古代巨野泽、大野泽、梁山泊、安山湖的遗存水域，也是梁山泊唯一的遗存水域。
北宋咸平三年（1000年），因黄河决口，须城县（原须昌县）徙治今东平县，而须昌故城遗址则淹没于东平湖中，现为东平县文物保护单位。
在花园口决堤之后，黄河改道，东平湖一度干涸。

## 作用

### 防洪
东平湖是黄河下游重要的滞洪区，当黄河水涨时，河水会自北向南倒灌入东平湖，从而削减黄河洪峰，保障下游安全。东平湖也因此被称为治黄“王牌”。

### 供水
东平湖水质良好，为东平县重要的水源地。

## 资源
东平湖资源丰富。其淡水资源储量巨大。湖中有蒲、苇、菱、藕等40余种水生植物，还有淡水鱼类、贝类60余种，年产鱼虾约25000吨。东平湖咸鸭蛋、东平湖鲤鱼、东平湖糟鱼为其特产。

## 文化
東平湖孕育出了東平的水滸文化和水韻文化。2010年6月，“端鼓腔”被列入国家级非物质文化遗产名录。

## 岛屿
- 土山岛 海拔50余米
- 后山岛 海拔40余米
- 香山岛 海拔40.5米
- 郭山岛 海拔40.7米
- 后埠子岛